# خانه آیت‌الله مدرس (شهرضا)
خانه آیت الله مدرس مربوط به اواخر دوره قاجار است و در شهرستان شهرضا، روستای اسفه واقع شده و این اثر در تاریخ ۷ مرداد ۱۳۸۲ با شمارهٔ ثبت ۹۲۸۷ به‌عنوان یکی از آثار ملی ایران به ثبت رسیده است.